# Pritaneo de Delfos
Pritaneo (en griego antiguo: Πρυτανεῖον) es el nombre utilizado para un edificio de la Antigua Grecia que se supone que es el pritaneo de Delfos, Grecia. Sus ruinas están ubicadas en el yacimiento arqueológico de Delfos, que es Patrimonio de la Humanidad de la Unesco.
El edificio estaba ubicado en el borde oriental del témenos del área del santuario de Apolo de Delfos, adjunto al muro del períbolo que lo circundaba, a cierta distancia al este del Templo de Apolo. El edificio era de planta rectangular y contaba con tres estancias. La entrada estaba en el extremo oeste del edificio.
Plutarco menciona un pritaneo en Delfos. Ha habido desacuerdo entre los investigadores sobre la identificación del edificio en cuestión. También se ha sugerido que pudiera ser  un tesoro, y se ha utilizado para él el nombre «Tesoro desconocido».
La suposición de que el edificio sirvió como pritaneo se basa en fuentes antiguas, según las cuales se encontraba relativamente cerca del templo de Apolo y muy cerca del muro del períbolo. Sin embargo, según Stephen G. Miller, fuentes antiguas sugieren que ya estaba en su ubicación antes de que se renovara el muro, mientras que el edificio en cuestión claramente no se completó hasta después de que se renovó el muro. Por lo tanto, Miller niega que el edificio en cuestión fuera un pritaneo. También ha sido sugerido anteriormente que estaba a partir del tholos, pero está claramente demasiado lejos en comparación con las descripciones presentadas anteriormente.